# Група севернодалматинских НОП одреда
Група севернодалматинских НОП одреда је био партизанска формација у саставу Народноослободилачке војске и партизанских одреда Југославије током Другог светског рата у Југославији.

## Историјат
Формирана је 6. децембра 1943. од Книнског, Севернодалматинског, Задарског и Севернооточког НОП одреда. Дејствовала је на подручју северне Далмације до линије Книн—Дрниш—Рогозница и на Промини. Била је потчињена Штабу 19. дивизије. Иако формирана у одсуству 19. дивизије, у условима постојања јаких немачких снага појачане активности четника и усташа, Група одреда је задржала слободну територију уз обалу између Водица и Биограда, прихватила 1. прекоморску бригаду с острва, опрему и храну, и пребацила део збега  и рањенике на острва, а потом разбила око Скрадина део четничктх снага које су се припремале за офанзиву на планину Буковицу. Доласком 19. дивизије из Босне у северну Далмацију, Група одреда се реорганизује: од четири организују се два одреда (Кнински и Севернодалматински НОП одред) и две самосталне чете (Проминска и Оточка). Три батаљона из Групе одреда попунила су 5. и 6. бригаду. Пре реорганизације Група одреда је имала девет батаљона и 1544 борца (са 1069 пушака, 40 пушкомитраљеза, 21 митраљезом, 4 противтенковска оруђа) а после реорганизације четири батаљона и 890 бораца. Крајем јануара 1944. један одред са 5. бригадом упада у Промину и, после повратка, код Руделе разбија једну јачу немачку колону. Због доласка немачке 1. брдске дивизије и 92. моторизованог пука, и офанзиве немачких, усташких и четничких снага првих дана фебруара, 19. дивизија поновно напушта оперативно подручје и повлачи се у Лику. У северној Далмацији остаје Група одреда која контролише полуослобођену територију у приморју и планини Буковици, успешно се бори против усташких и четничких снага, и на обали одржава канал (веза са острвима). У фебруару Група одреда поново формира Задарски НОП одред (из Задарског батаљона Севернодалматинског НОП одреда), па крајем фебруара има у свом саставу три НОП одреда. Почетком марта Група одреда је са 6. бригадом, која се вратила из Лике, сломила окупаторско-квислиншку офанзиву на Буковицу. Од бораца са Промине формиран је у марту и априлу Промински НОП одред и Станковачки батаљон. Почетком априла Група одреда је упутила Задарски одред у Подгорију (подручје испод Велебита, између Обровца и Барић Драге). Одавде је Одред вршио десантне препаде на непријатељске посаде на подручју Ражанац—Новиград (Вињерац, Поседарје, Новиград итд.), прихватајући нове борце и успостављајући канал за пријем робе за јединице 11. корпуса НОВЈ у Лици и евакуацију рањеника. У мају и јуну Група одреда је садејствовала бригадама у нападима на непријатељска упоришта затварајући правце, углавном, заседама или нападајући мање околне гарнизоне. У тим борбама нарочито се истицао Севернодалматински одред. Одлуком Штаба 19. дивизије, од њега, једног батаљона Книнског одреда, новодошлих бораца из Мушковаца и Билишана, формирана је 1. јуна 1944. Група буковачких батаљона, која је 28. јуна 1944. прерасла у 14. бригада. У међувремену од Станковачког батаљона и острвских јединица формиран је 16. јуна
1944. Бенковачки НОП одред, па је крајем јуна Група одреда имала у свом саставу: Кнински, Задарски, Промински и Бенковачки одред, сваки од по два батаљона. У лето се Задарски одред борио око месец дана у Лици, а потом се пребацио у Равне котаре и учествовао у ослобођењу тог краја. Бенковачки одред преноси своја дејства између Биограда, Бенковца и Задра и дејствује на непријатељски поморски транспорт Пашманским каналом; Кнински одред, ослонцем на падине Велебита, напада непријатељске колоне и мање посаде дуж важне комуникације Книн—Отрић. Крајем августа 1944. Група одреда има 1160 бораца. Средином септембра Промински одред расформира се и улази у састав Книнског одреда, док се на скрадинском подручју формира Скрадинска партизанска чета. Штаб 8. корпуса наредио је 10. новембра 1944. расформирање Групе одреда. Кнински одред је попунио 5. бригаду, Задарски одред 6. бригаду, а Бенковачки одред је још 3. новембра 1944. попунио 14. бригаду 19. дивизије.